# パロパロ
- フィリピン語で蝶という意味。日本国内では蝶のように浮気する日本人男性という意味でも使われる。本項で記述。
- ゲーム「Piaキャロットへようこそ!!3」に設定されているウェイトレスの制服の一つ。
- 漫画家宇土まんぶの代表作の題名。
- テレビ静岡が静岡地区ローカルで制作・放送している番組「テレしず通りパロパロ」 （後述の理由から番組名が付けられた）
- かつてテレビユー福島で放送されていたローカル制作の音楽番組→MUSIC BARパロパロ
  - 上記を再開する形で、2017年10月から始まった同局の音楽番組。→MUSIC BARパロパロ#『パロパロ』

パロパロ（paruparo）はフィリピン語で、本来蝶々という意味。日本のフィリピンクラブなどで働いている女性たちによって広まった言葉であるが、本来の意味からは離れ、お客さんまたはボーイフレンドに「パロパロしないでね」と使われるようになった。蝶々は花から花へとどんどん飛び移っていくその様子から、「浮気しないで」または「他のお店に行かないでね」という意味で使われるようになった。
フィリピンへ行ってパロパロと言っても蝶々という本来の意味でしか通じない。あくまでも来日経験のあるフィリピン人に通じる言葉である。フィリピン語で「浮気するな」とは全く別の言い方である。